# Skorpionen och grodan

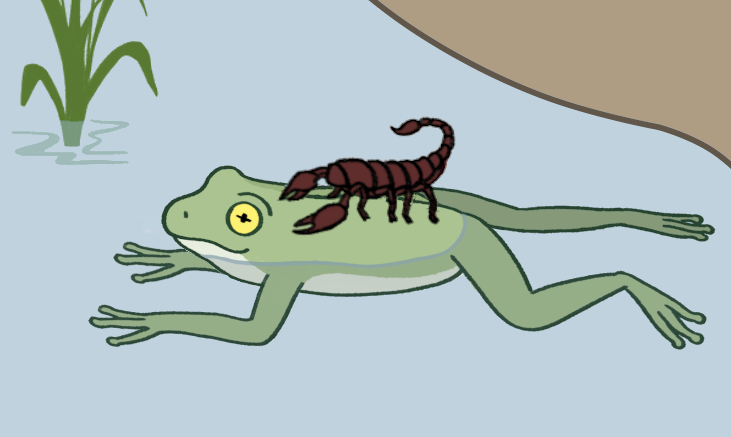
Grodan med skorpionen på ryggen

Skorpionen och grodan är en fabel som handlar om en skorpion som vill över ett vattendrag. Han ber en groda att bära honom. Grodan tvekar eftersom han är rädd att bli stungen, men skorpionen försäkrar honom att om han skulle sticka grodan skulle de båda drunkna. Grodan går med på att låta skorpionen klättra upp och börjar simma till andra sidan. Halvvägs över sticker skorpionen honom likväl. När grodan frågar varför svarar skorpionen: "Jag kunde inte rå för det; det ligger i min natur."
Sensmoralen är att det finns delar av ens natur som man inte kan undertrycka, och som andra inte kan förvänta sig att man kan undertrycka.
Orson Welles nämnde i en intervju att fabeln är av ryskt ursprung, men det finns en äldre persisk version där en sköldpadda spelar grodans roll.

## I populärkultur
- I Orson Welles film Herr Satan själv från 1955 berättar huvudpersonen Gregory Arkadin fabeln.[3]

- I filmen Skin Deep från 1989 (Lösa förbindelser på svenska), med John Ritter i huvudrollen som Zachary Hutton, berättas fabeln av Zacharys psykolog för att få honom att inse sina otrohetsproblem.[4]

- I Teen Wolf berättar Peter fabeln för att Scott ska inse att man inte alltid behöver ha motiv för att döda, om det bara ligger i ens natur.

- Fabeln återberättas, och används som en inramning till filmens berättelse, i The Crying Game.[5]

- I The Umbrella Academy, avsnittet "The Majestic 12" (2020), berättar Klaus en version av fabeln för Allison, dock utan att presentera den ursprungliga poängen.[6]